# 石垣市民会館

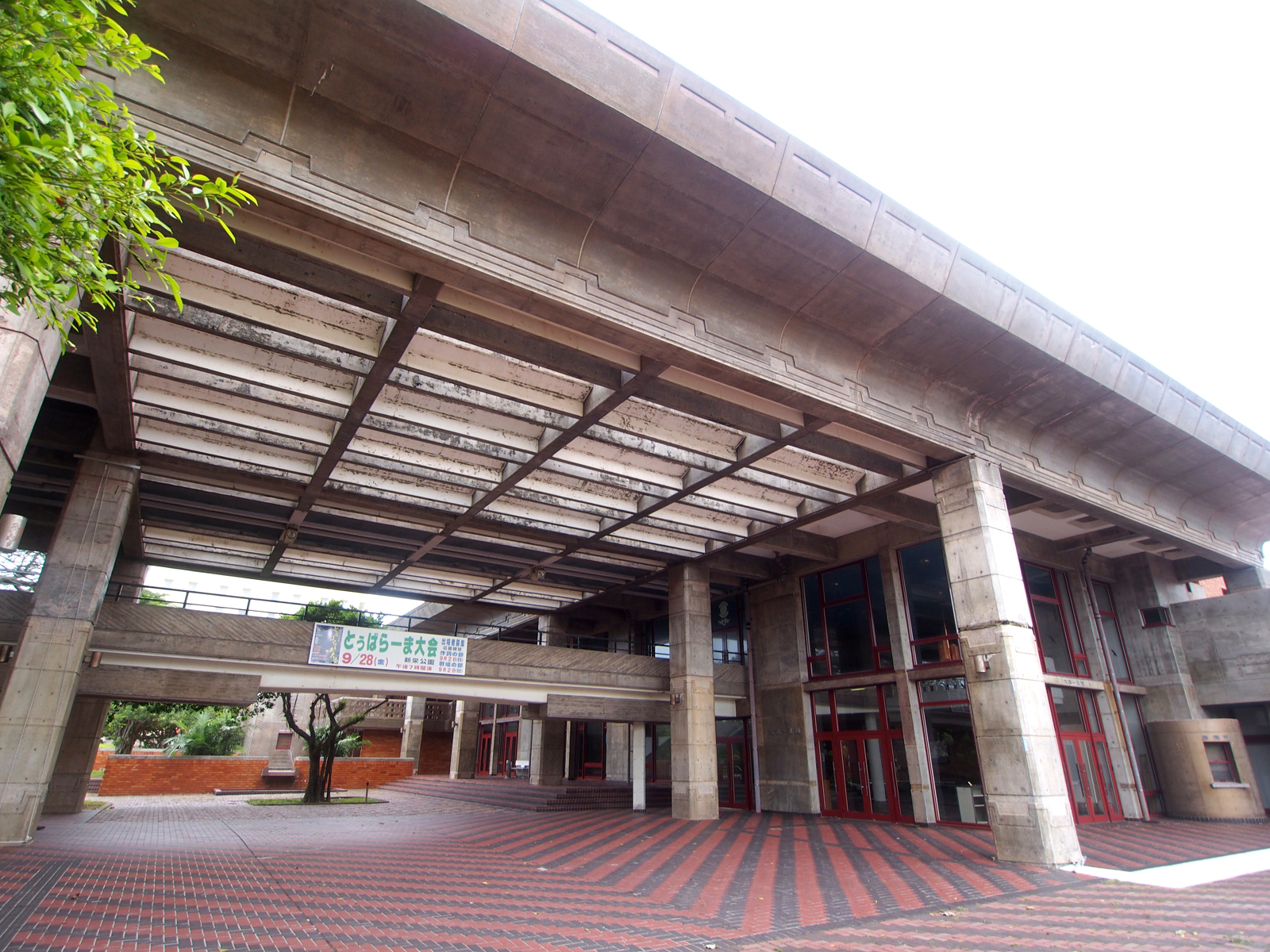
大ホール棟と中ホール棟の間のパーゴラ

石垣市民会館（いしがきしみんかいかん）は、沖縄県石垣市（石垣島）にあるホール施設である。

## 概要
大ホール（1,010席）、中ホール（300席）、展示室、会議室等からなる。
建築家の前川國男が生前最後に手がけた作品のひとつで、前川の設計による建築物としては日本最南端、かつ、沖縄県内で唯一のものである。石垣島の気候風土に合わせて穴あきブロックが使用され、大ホール棟と中ホール棟をつなぐ渡り廊下及びエントランス部分にはパーゴラが設けられている。また、屋根にはシーサーが設置されている。

## 沿革
- 1985年（昭和60年） - 完成[5]。
- 1986年（昭和61年）6月3日 - 開館[6]。
- 2008年（平成20年）3月23日 - 桑田佳祐 アコースティックライブ in 石垣島開催。日本全国のFM53局で生放送される[7]。
- 2017年（平成29年）9月29日 - 石垣市が、前川國男が設計した建物のある9自治体で構成する「近代建築ツーリズムネットワーク」に加盟[3]。
- 2020年（令和2年）4月 - 大規模設備更新工事を実施（大ホールは2021年（令和3年）3月まで休館）[8][9]。

## 建築概要
- 設計 - 前川建築設計事務所[10]
- 施工 - フジタ・八重山興業・大山建設JV[10]

### 施設
- 大ホール[11]
  - 座席数 - 1,010席
    - 固定席 - 1,006席（第1客席迫り（オーケストラピット） - 72席、第2客席迫り - 144席、45度回転席 - 56席、固定席 - 734席、身障者席 - 4席）

  - 舞台はプロセニアム形式で、スラストステージ形式にも対応。客席はワンスロープ方式で、スラストステージ形式への対応のため一部席は回転可能[10]。
- 中ホール
  - 座席数 - 300席（移動席）[4]
- 展示室
- 会議室